# Église de la Multiplication
L'église de la Multiplication des pains et des poissons, plus connue sous le nom d'église de la Multiplication (en allemand : Brotvermehrungskirche, en grec: Heptapegon) est une église catholique située à Tabgha sur la rive nord-ouest du lac de Tibériade, entre Magdala et Capharnaüm. Elle est sise sur les vestiges d'une église du IVe siècle et d'une basilique du Ve siècle sur le lieu que la Tradition donne comme celui où le Christ a procédé à la multiplication des pains (Marc VI, 34-44). Sur la colline voisine près de la route se trouve l'ancien sanctuaire des Béatitudes, avec plus en hauteur la nouvelle église des Béatitudes.

## Historique
La description la plus ancienne qui nous soit parvenue de ce site est le récit en latin de la pèlerine Égérie rédigé vers l'an 380. Elle écrit: « ...près du lac se trouve un champ d'herbe et de foin avec beaucoup de palmiers. Il y a sept fontaines dont l'eau coule en abondance. C'est dans ce champ que le Seigneur a nourri le peuple avec cinq pains et deux poissons. En vérité la pierre sur laquelle le Seigneur a posé le pain a été réduite en autel dont les pèlerins prennent des petits morceaux à l'avantage de leur salut. La voie publique passe Le long des murs de cette église. C'est au bord de cette voie que se trouvait la barrière d'octroi de l'apôtre Matthieu. À proximité se dresse la montagne avec la grotte où le Seigneur s'est rendu pour prononcer son sermon des Béatitudes... »
Cette première église datant de l'an 352 environ. Il semble que cette première église ait été détruite par un tremblement de terre en 419. Elle est reconstruite, puis agrandie de façon importante vers 480 donnant lieu à une basilique byzantine à trois nefs. Elle a été détruite - comme la plupart des églises de Palestine - par l'invasion perse de 614, puis par l'invasion arabe.
Le terrain du site a été acheté en 1888 par la Deutsche Katholische Palaestinamission (Mission catholique allemande de Palestine) qui a entrepris des fouilles archéologiques dès 1892. Aujourd'hui le site est géré par l'archidiocèse de Cologne et administré par les bénédictins allemands, comme filiale de l'abbaye de la Dormition de Jérusalem.
Les fouilles de 1932 (dirigées par les archéologues allemands, le Père E. Mader, osb, et Alfons Maria Schneider) ont mis au jour les vestiges de la basilique byzantine (des murs de basalte noir) et le sol de mosaïques des IVe et Ve siècles. Celles de 1936 ont porté à la lumière les restes de la petite église précédente du IVe siècle, vérifiant ainsi la description d'Égérie. Une église temporaire a été construite pour protéger les fouilles et les mosaïques. En 1980-1982, l'église actuelle a été construite selon des plans respectant l'aspect de la basilique byzantine originelle. Elle a été bâtie par des architectes installés à Cologne, Anton Goergen et Fritz Baumann et consacrée en 1982.
Fin avril 2014, l'église est profanée par des militants juifs d'extrême droite, quelques semaines avant la venue du pape François en Israël.
Le 17 juin 2015, l'église est incendiée par des extrémistes juifs qui signent leur forfait par une inscription en hébreu sur le mur.

## Intérieur

### Structure
L'église présente un plan basilical avec nef centrale et bas côtés avec transept et une abside au fond. C'est sous l'autel que se trouve la pierre - trouvée lors des fouilles - qui est vénérée comme celle du lieu de la multiplication des pains.

### Mosaïques

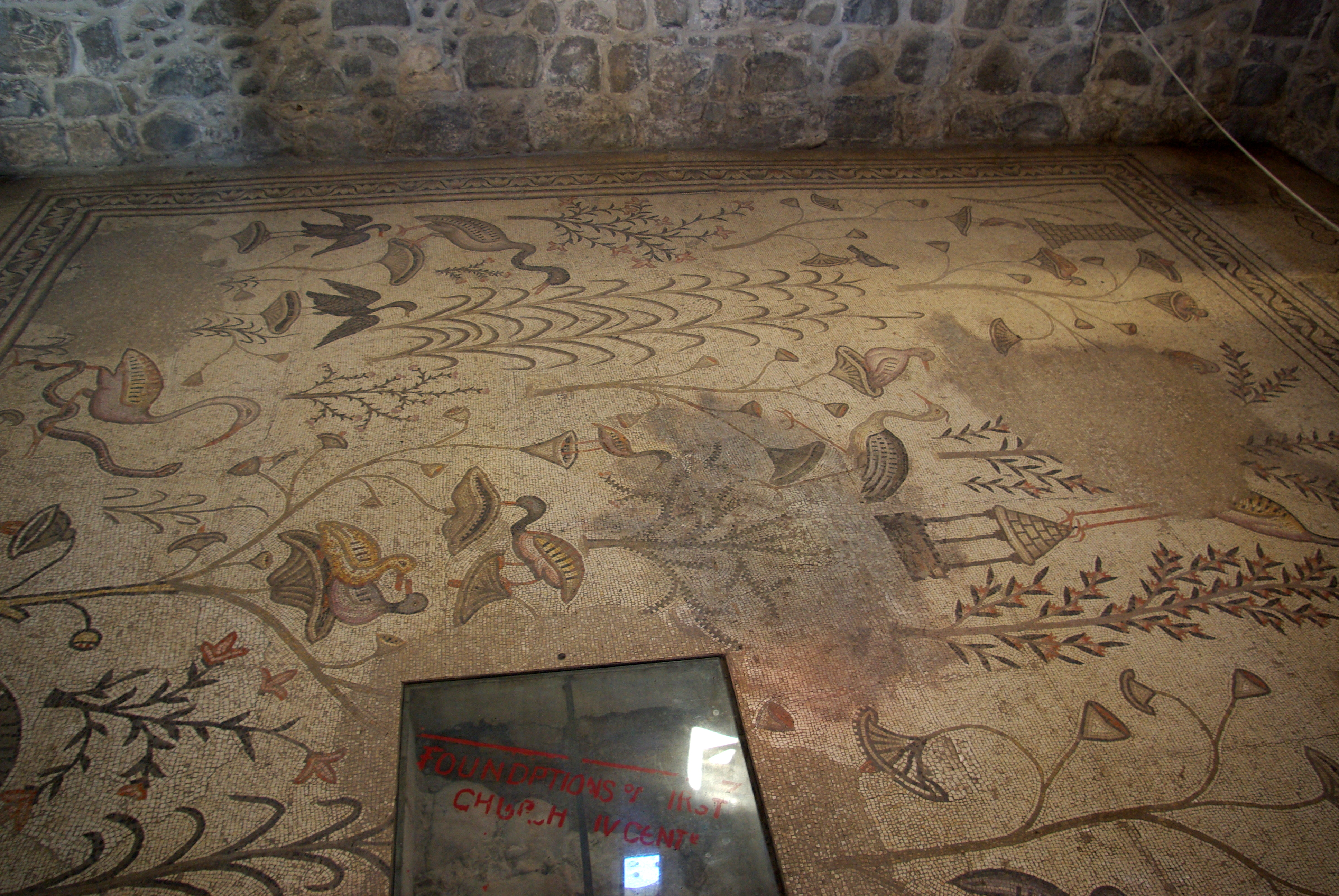
Mosaïques du Ve siècle représentant des oiseaux et plantes aquatiques.

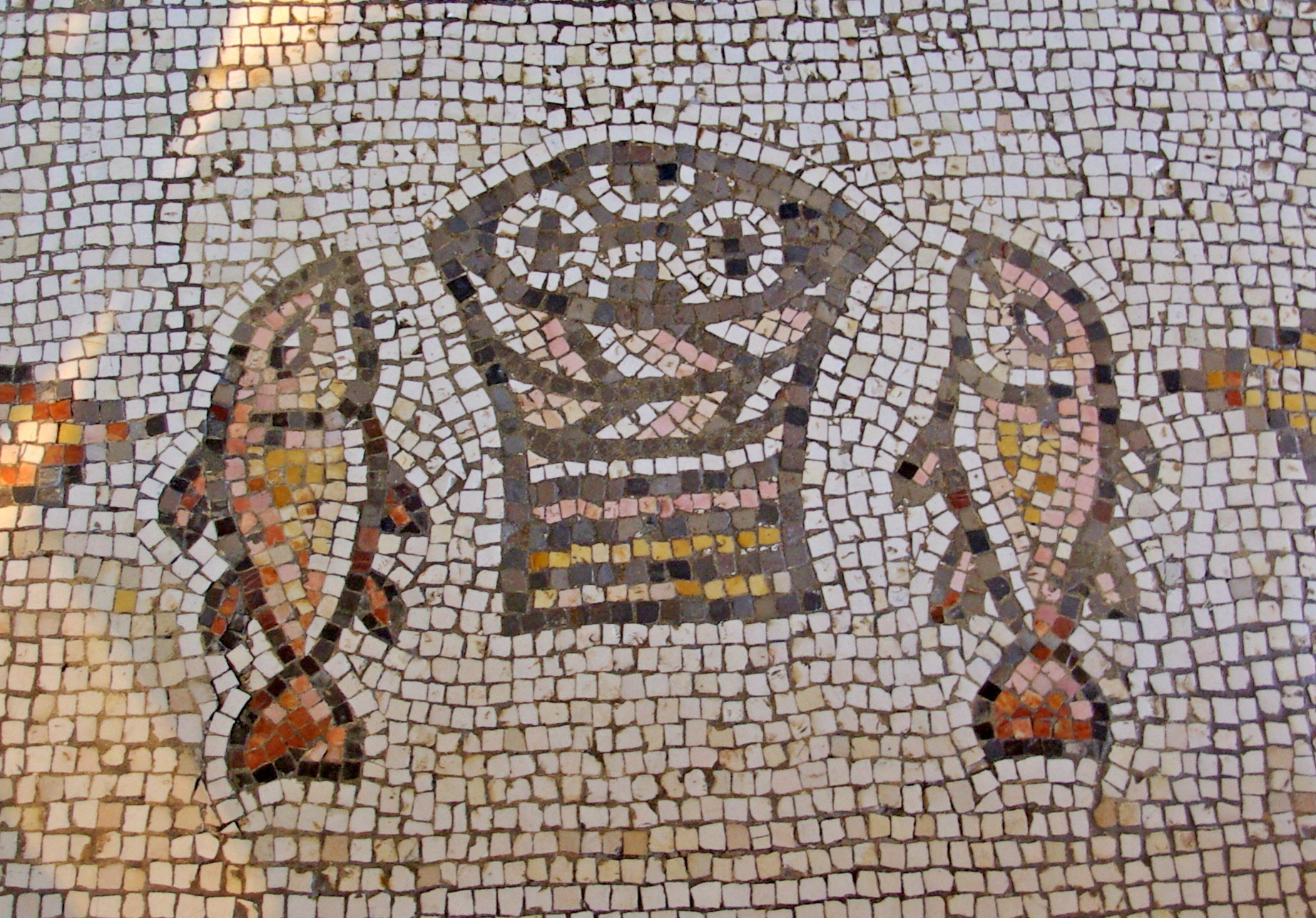
Détail de la mosaïque de la multiplication des pains et des poissons.

Les mosaïques du sol sont les mosaïques figuratives les plus anciennes de l'art chrétien en Palestine trouvées à ce jour. Elles sont faites de pierres assez grandes jointes par un mortier de graviers (roudou) avec des couches de pierres calcaires. Celles des axes du transept mettent en scène des oiseaux aquatiques au milieu d'une flore de bords de l'eau et de lotus ressemblant à une scène nilotique prisée de l'art romain et de l'art primitif byzantin de cette époque. Les autres motifs décrivent quant à eux la flore et la faune de Galilée. Les mosaïques devant l'autel sont célèbres: elles représentent les deux poissons et le panier de quatre pains (le cinquième étant celui qui est consacré à l'autel pendant la liturgie de l'Eucharistie) tels que le rapportent les descriptions des Évangiles. Les mosaïques datent du milieu du IVe siècle ; celle des pains et des deux poissons - la plus célèbre - date du début du Ve siècle.

### Vestiges
On remarque également d'autres vestiges conservés ici, comme la pierre de fondation à gauche de l'entrée de l'atrium, des pavés de basalte, ainsi que des parties de la frise de l'abside. Les fondations de l'église originelle du IVe siècle sont visibles sous une plaque de verre à droite de l'autel.
Les fonts baptismaux d'origine sont disposés dans le parvis de l'église.

## Illustrations

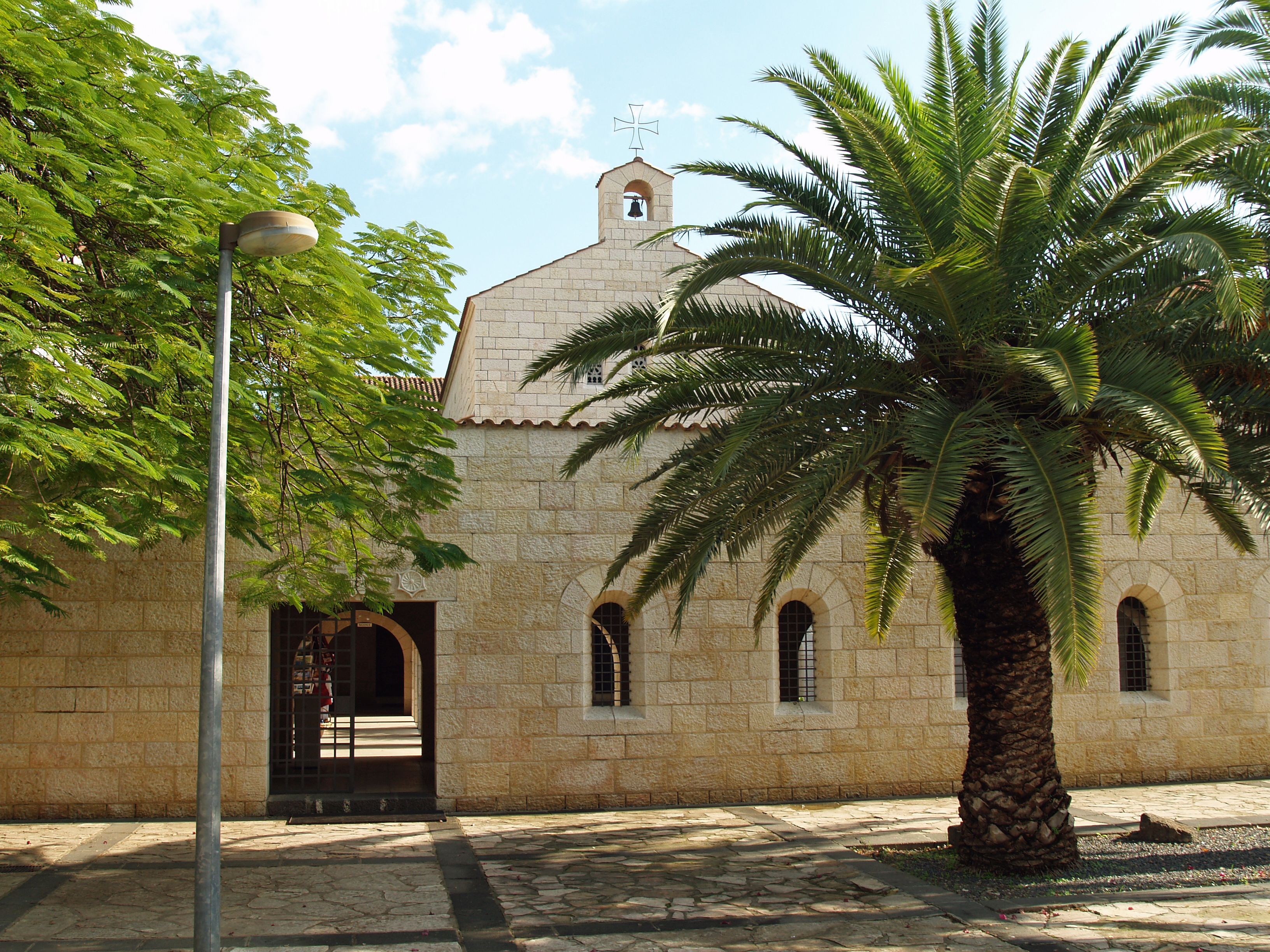
Entrée extérieure de l'église.
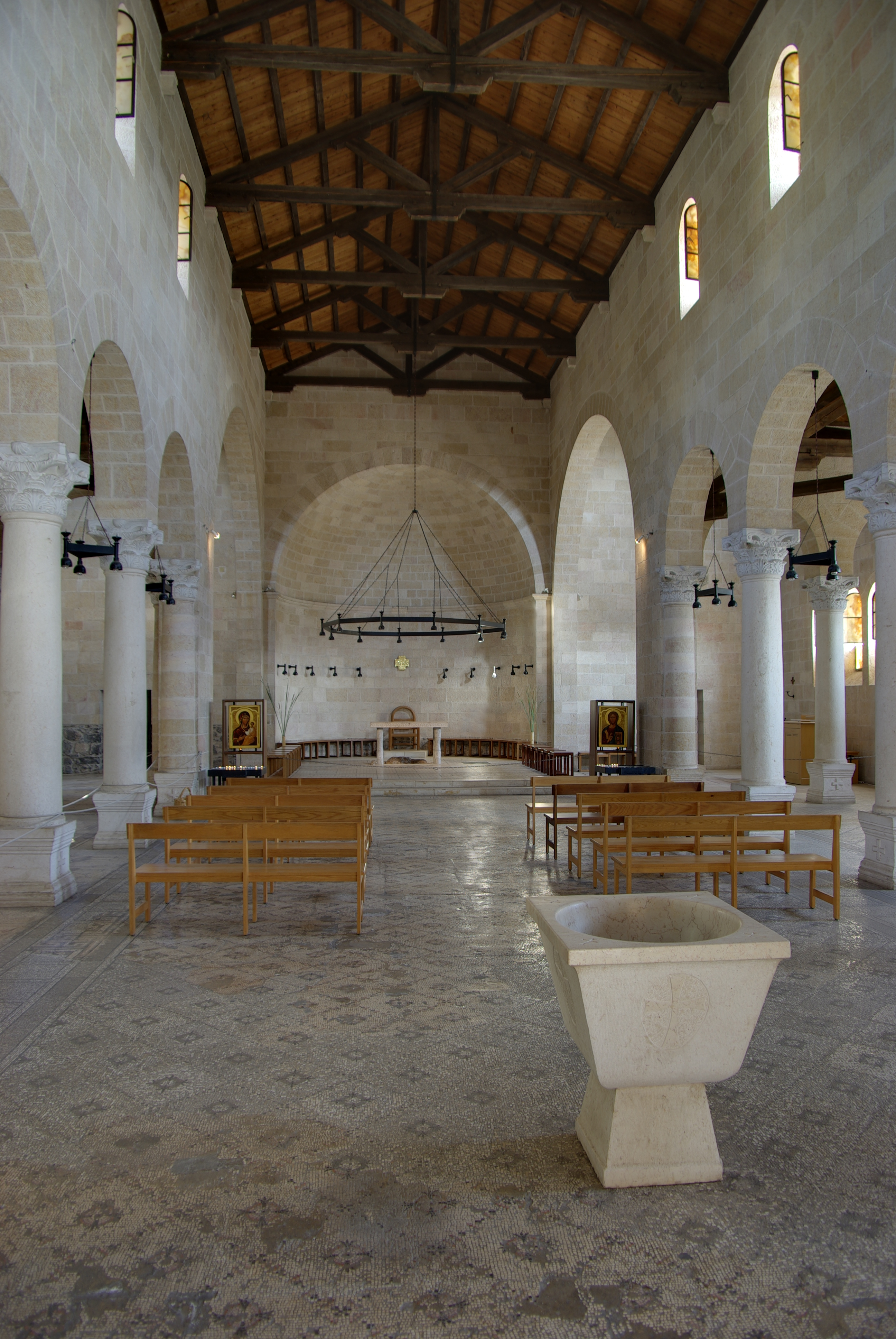
Intérieur de l'église.
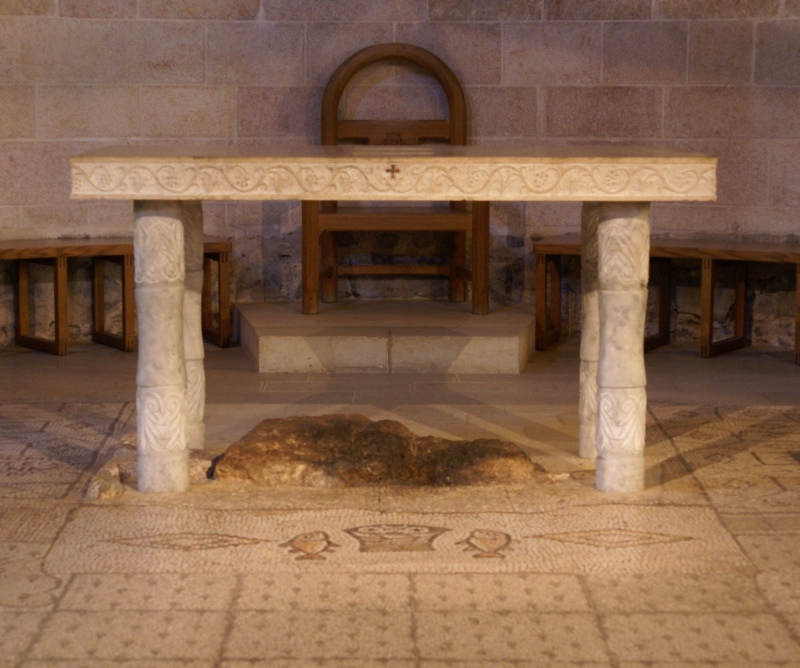
Autel avec la mosaïque d'origine.
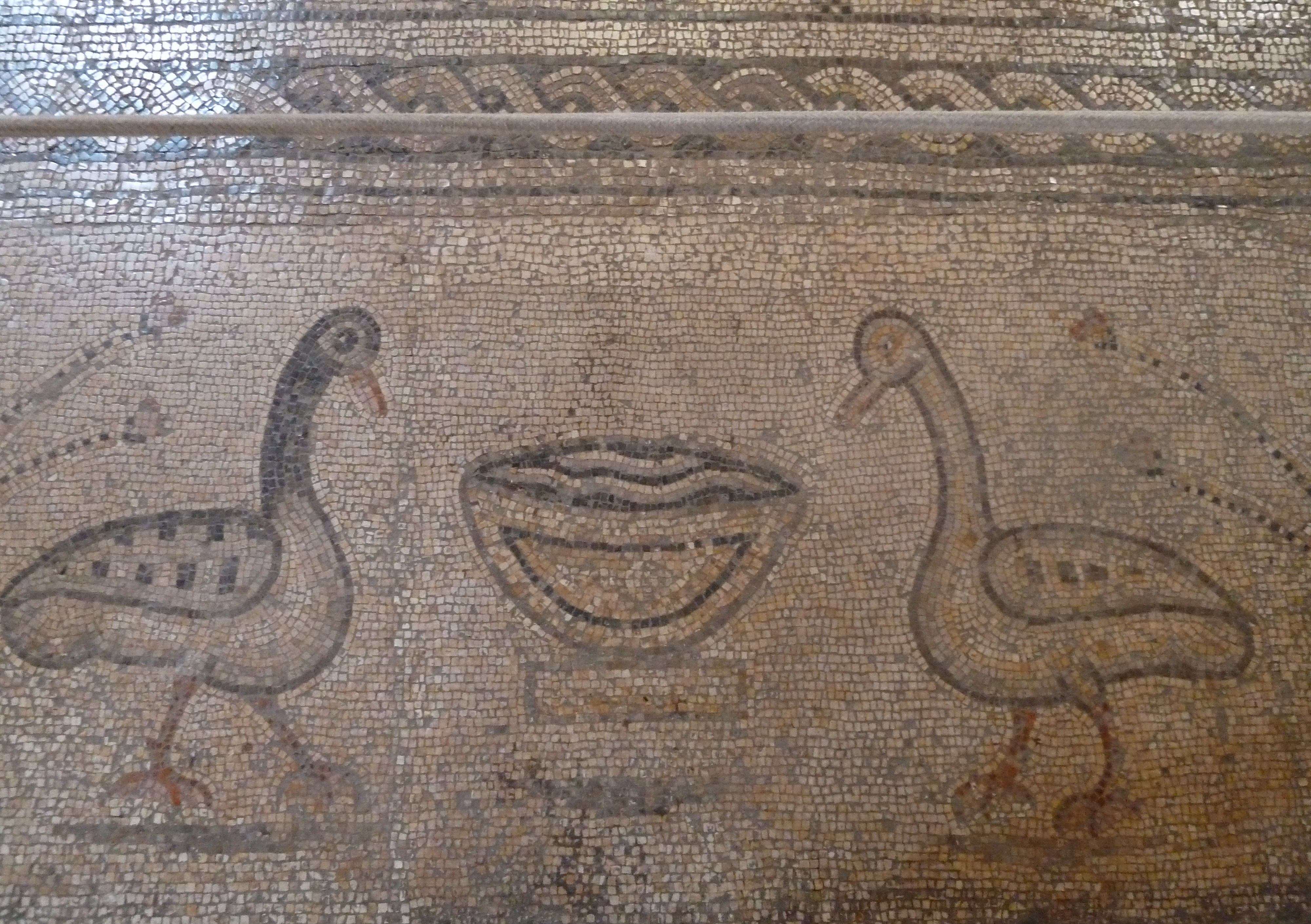
Détail de la mosaïque du sol.

## Notes et références

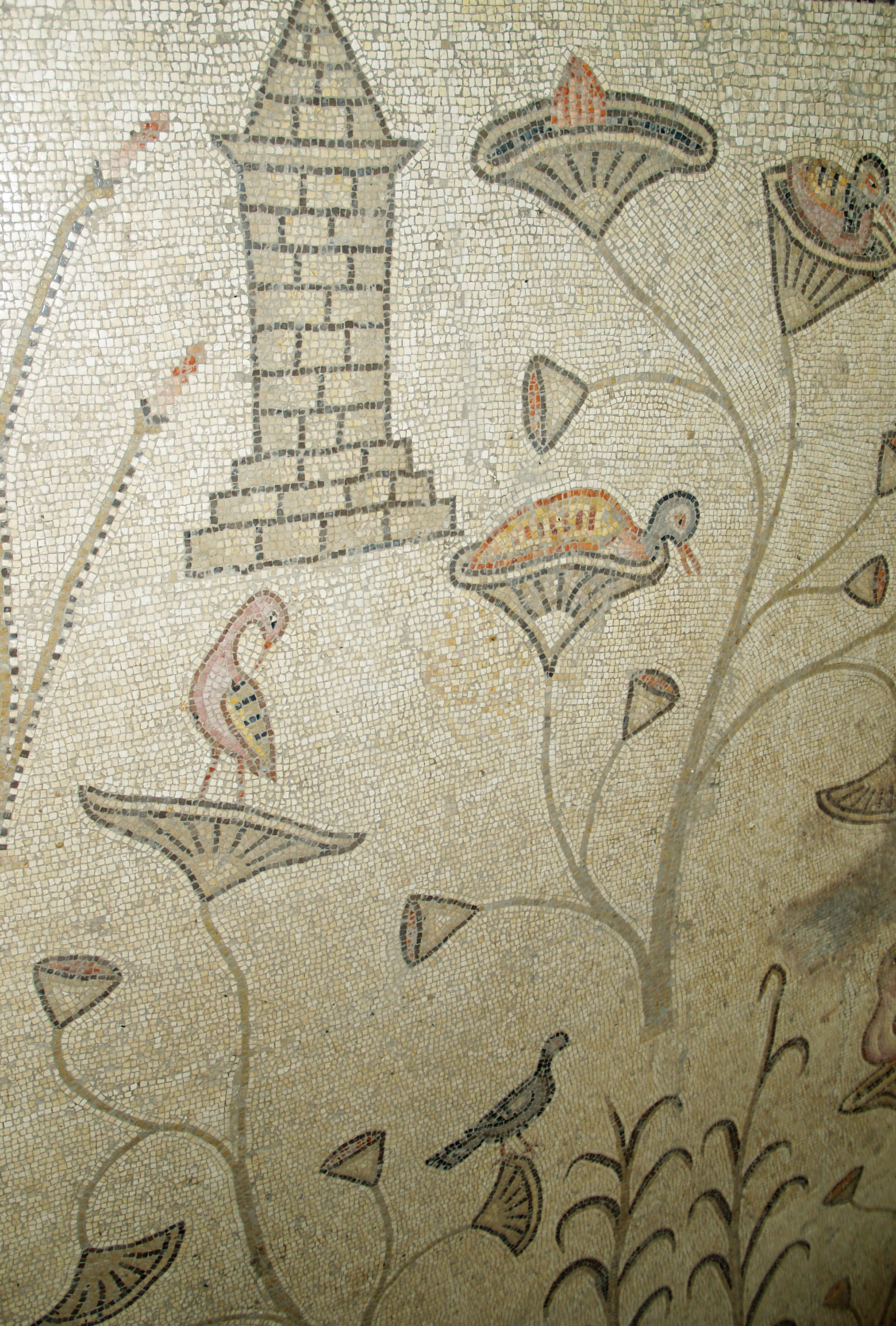
Détail de la mosaïque du sol.